# Chiusdino
Chiusdino är en ort och kommun i provinsen Siena i regionen Toscana i Italien. Kommunen hade 1 849 invånare (2018).